# Nanopartícula

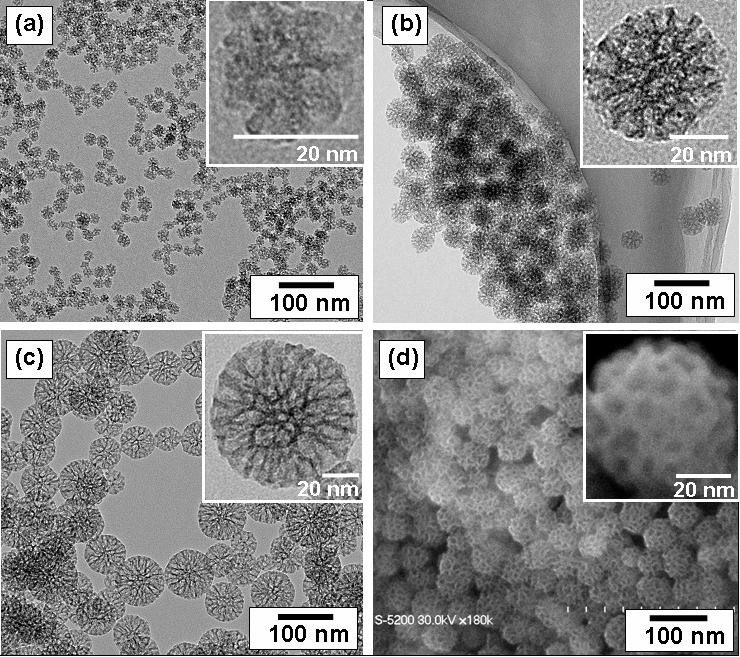
Imatge de microscopi electrònic de transmissió. Les imatges a, b, i c són nanopartícules de silici amb diàmetres de: (a) 20nm, (b) 45nm, i (c) 80nm

Una nanopartícula o nanoesfera en nanotecnologia és un material que té les tres dimensions amb una mida similar compresa entre els 1 i 100 nanòmetres. Tot i això el terme és sovint utilitzat per partícules amb mides inferiors al micròmetre (1000nm). Pel que fa al límit inferior, partícules més petites s'anomenen cúmuls d'àtoms (atom clusters en anglès).
Les nanopartícules es diferencien dels materials tridimensionals o bulk perquè la seva petita mida provoca que proporcionalment una gran quantitat dels seus àtoms es trobin a la superfície, donant lloc a propietats fisicoquímiques molt diferents, com la possibilitat de trobar-se en dispersions col·loidals, o de tenir determinades propietats òptiques, elèctriques o magnètiques.
També es poden distingir d'altres nanomaterials per la seva dimensionalitat. Una nanovara (nanorod en anglès) té les tres dimensions en la nanoescala, però és anisotròpica, és a dir, en té una amb una mida significativament superior. Un nanocable o nanotub només té dues dimensions en la nanoescala, i finalment una nanolàmina només en té una.
Com que la seva mida és molt més petita que la llum visible (400-700 nm), les nanopartícules no es poden veure amb un microscopi òptic, requerint l'ús de microscopis electrònics com el microscopi electrònic de rastreig o el TEM. Per aquest mateix motiu les dispersions de nanopartícules poden ser transparents.
Les nanopartícules ocorren naturalment en la natura i són objectes d'estudi de diversos camps científics tals com la química, la física, la geologia o la biologia. Com que estan a la frontera entre els materials tridimensionals i les estructures atòmiques o moleculars, sovint mostren fenòmens inèdits en ambdues escales. Són un component important de la pol·lució ambiental, i ingredients clau en productes industrials com pintures, plàstics, metalls i  ceràmiques. La producció de nanopartícules amb determinades propietats és una branca important de la nanotecnologia.